# جاك آيكهورن
جاك آيكهورن (بالإنجليزية: Jack Eichhorn)‏ هو لاعب كرة قدم أسترالية أسترالي، ولد في 23 ديسمبر 1926، وتوفي في 20 فبراير 2018.

## وصلات خارجية
- جاك آيكهورن على موقع AustralianFootball.com (الإنجليزية)
- جاك آيكهورن على موقع AFLtables.com (الإنجليزية)